# Tašlihan

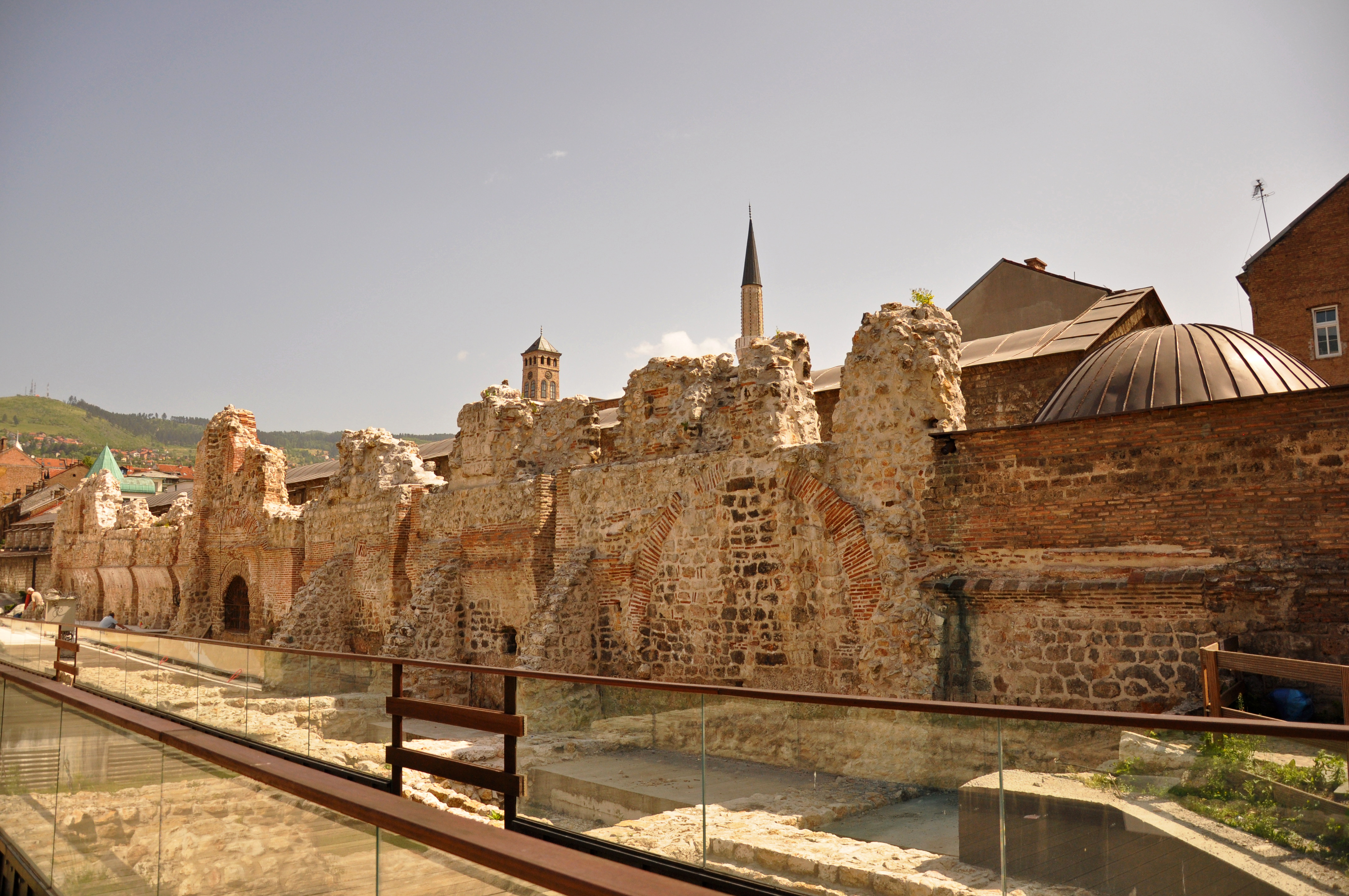
Reste der Ostmauer des Tašlihan

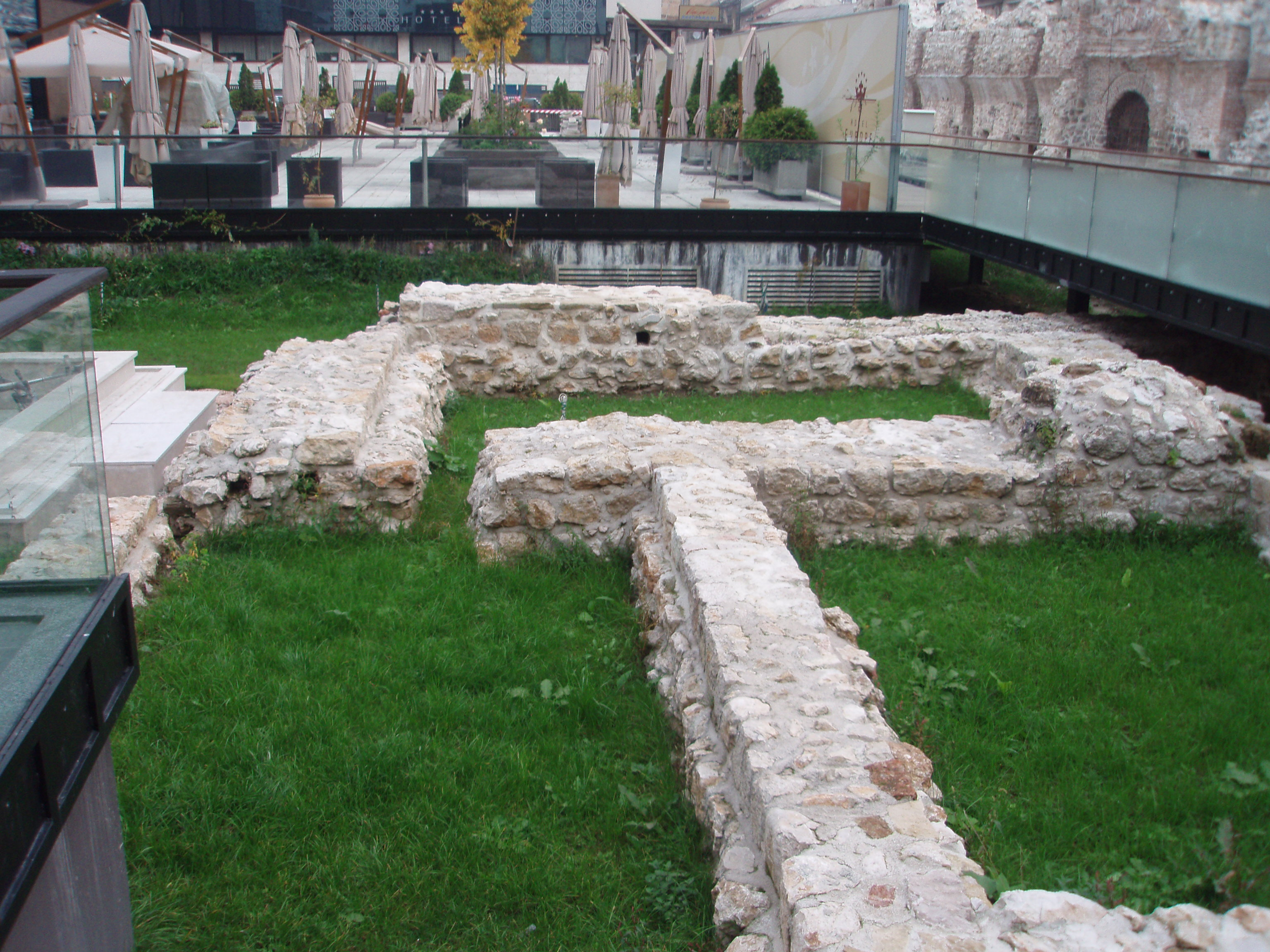
Fundamentrest des Tašlihan

Der Tašlihan war eine der größten Herbergen aus der osmanischen Zeit in Sarajevo in Bosnien und Herzegowina. Am 3. November 2004 wurden die erhaltenen Überreste zum nationalen Denkmal erklärt.

## Lage
Der Han, eigentlich eine Karawanserei, befand sich am Westende des Basarviertels Baščaršija direkt neben dem Gazi-Husrev-Beg-Bezistan und südlich der Ferhadija-Moschee. Seine Eingangsfront an der Südseite befand sich in der heutigen Straße Zelenih beretki, die Westseite an der Straße Vladislava Skarića. An dieser Straßenecke steht heute das Hotel „Europe“, das zuvor „Evropa“ hieß.

## Geschichte
Die Geschichte der Markthallen (bosnisch bezistan) und Herbergen Sarajevos war im 16. Jahrhundert eng miteinander verbunden. So entstanden nicht nur der Brusa Bezistan und der Morića Han zeitgleich im Jahr 1551, sondern schon zuvor der Gazi-Husrev-Beg-Bezistan und der Tašlihan parallel. Diese beiden Bauten verschmolzen fast zu einer Einheit, da sie direkt aneinander grenzten und sich einen südlichen Vorbau teilten. Während der schmalrechteckige und langgezogene Bezistan eine Bauzeit von 14 Jahren aufweist, dauerte die Erbauung des quadratischen Tašlihan lediglich von 1540 bis 1543 an.
Finanziert wurde der Bau über das Vakuf des im Jahr 1541 getöteten Sandschak-Beg Bosniens Gazi Husrev Beg, auf das viele wichtige Gebäude des 16. Jahrhunderts zurückzuführen sind. Gemeinsam mit dem Bezistan ist dem Han zudem, dass auch hier dalmatinische Baumeister zum Einsatz kamen. Evliya Çelebi berichtet im Jahr 1659, dass es in Sarajevo drei Karawansereien sowie 23 Hans gibt, im Jahr 1878 waren es sogar 50, die sich aber zum Großteil außerhalb der heutigen Altstadt befanden. Unter diesen Karawansereien war der Tašlihan der zweite Bau dieses Typs nach dem „Kolobaran han“ aus dem 15. Jahrhundert.
Im Jahr 1697 zerstörte Prinz Eugen von Savoyen große Teile Sarajevos, darunter auch den Tašlihan, der mit Geldern der Händler wieder aufgebaut wurde. Im Jahr 1832 gab es den nächsten Brand, bei dem die bleiernen Kuppeldächer komplett schmolzen und mit hohem Aufwand wieder hergestellt werden mussten. Die Gelder dafür sammelte das Vakuf bei den Großhändlern ein, die teils als Mieter im Gebäude fungierten. Dieses gemeinsame Engagement führte zu einem Elitenverständnis der Händler, die dort auch eigene Strategien verabredeten, die der Historiker Alija Bejtić für das 19. Jahrhundert als „Tašlihan-Politik in Čaršija und Stadt“ umschrieb. Ein weiterer großer Stadtbrand im Jahr 1879 zerstörte den Tašlihan endgültig.

### Name
Man geht davon aus, dass die Bezeichnung Tašlihan sich aus den Worten „Stein“ und „Herberge“ zusammensetzt. Beide Wörter stammen aus der türkischen Sprache und finden sich in dieser Kombination (türkisch Taşlıhan) auch in anderen Orten. Anfangs hieß das Gebäude schlicht „Gazi-Husref-Beg-Karawanserei“. Die Unterscheidung zwischen Han (einfaches Gasthaus) und Karawanserei (ohne eigene Küche, kostenlose Unterkunft) wurde ab der zweiten Hälfte des 18. Jahrhunderts in Sarajevo nicht mehr getroffen.

### Baubeschreibung
Wie jede typische Karawanserei bestand der Tašlihan aus einem gepflasterten Innenhof, der von den vier Gebäudeflügeln umstellt war. Er wies aber zwei Besonderheiten innerhalb Sarajevos auf: Zum einen befand sich im Innenhof eine kleine Moschee, zum anderen war sein Vordach mit dutzenden Kuppeln verziert worden, wohingegen die anderen Dächer durch kleine Schornsteine geprägt wurden. Das bebaute Areal war 47 Meter lang und 47 Meter breit. Um die Unterbringung von Pferden und Menschen zu gewährleisten, gab es Stallungen im Erdgeschoss und Unterkünfte im Obergeschoss. Den Hof konnte man nur über einen gewölbten Zugang an der Südseite betreten. Ähnlich wie beim benachbarten Gazi-Husref-Beg-Bezistan war dieser etwas aus der Dachlandschaft herausgehoben. Der Arkadengang dieses Vorbaus ging offenbar nahtlos in den Süd-Vorbau des Bezistans über. Backsteinbögen prägten die Räume des Erdgeschosses, wo sich neben den Stallungen auch Lagerhallen und Geschäfte befanden, im Obergeschoss gab es eine Galerie aus Holz. Die archäologisch nachgewiesene Existenz von Geschäften gilt ebenfalls als Besonderheit und ist eine Zutat späterer Zeiten im Südteil. Die Moschee im Hof befand sich oberhalb eines Şadırvan (bosnisch šadrvan) und stand daher auf Stützen, um diesen nicht zu verdecken. Im Obergeschoss der Karawanserei, zu dem vom Hof aus zwei Steintreppen führten, gab es neben den ca. 30 Wohnräumen auch Räumlichkeiten für Zusammenkünfte, die einzelnen Großhändlern gehörten.

## Hotel „Europa“
Durch den großen Stadtbrand von 1879, ein Jahr nach der Okkupation von Bosnien und Herzegowina durch Österreich-Ungarn, entstand ausreichend Platz für die Errichtung zahlreicher neuer Gebäude westlich des Basarviertels Baščaršija. Da der Tašlihan zu den besonders schwer betroffenen Gebäuden zählte, wurde er aufgegeben und auf dem Westteil seiner Fläche das Hotel Evropa errichtet, das an der Fassade auch den Hotelnamen auf Französisch präsentierte. Historische Postkarten zeigen noch die letzten Ruinen des Tašlihan, welche erst im Jahr 1912 abgerissen wurden und bis dahin als Garage des Vejsilaga Šaračević dienten. Geplant war zunächst die Errichtung eines neuen Gebäudes, doch der Kriegsbeginn verhinderte dies. Seitdem ist vom Tašlihan nur noch die Ostmauer sowie ein Teil der Fundamente bei dieser erhalten. Als eines der ersten Gebäude der österreichisch-ungarischen Zeit wurde das Hotel „Evropa“ in den Jahren 1881 und 1882 durch Gligorije Jeftanović erbaut, der bis zum Zweiten Weltkrieg der Betreiber blieb. In einem als Neorenaissance beschriebenen Stil entstand ein Gebäude westlich der alten Karawanserei, dessen Nordflügel und Süd-Balkone erst im Jahr 1909 ergänzt wurden. Der Architekt dieser Erweiterung war Josip Vancaš. Im Jahr 1960 erfolgte eine Erweiterung nach Osten, die deutlich stärker auf das Areal des Tašlihan übergriff und vom kroatischen Architekten Milivoj Peterčić stammt.
Nach dem Attentat von Sarajevo kam es im Jahr 1914 zu Ausschreitungen, die sich auch gegen die Besitzerfamilie Jeftanović und das Hotel richteten. Im Bosnienkrieg wurde das Hotel durch Granateinschläge in Brand gesetzt und verkam zur Brandruine. Erst mehr als ein Jahrzehnt später erfolgte der Wiederaufbau unter dem neuen Namen „Europe“, also der englischen anstelle der bosnischen Bezeichnung für Europa. Diese Restaurierung erfolgte nach Plänen von Sead Gološ im Jahr 2008.

Ansichten
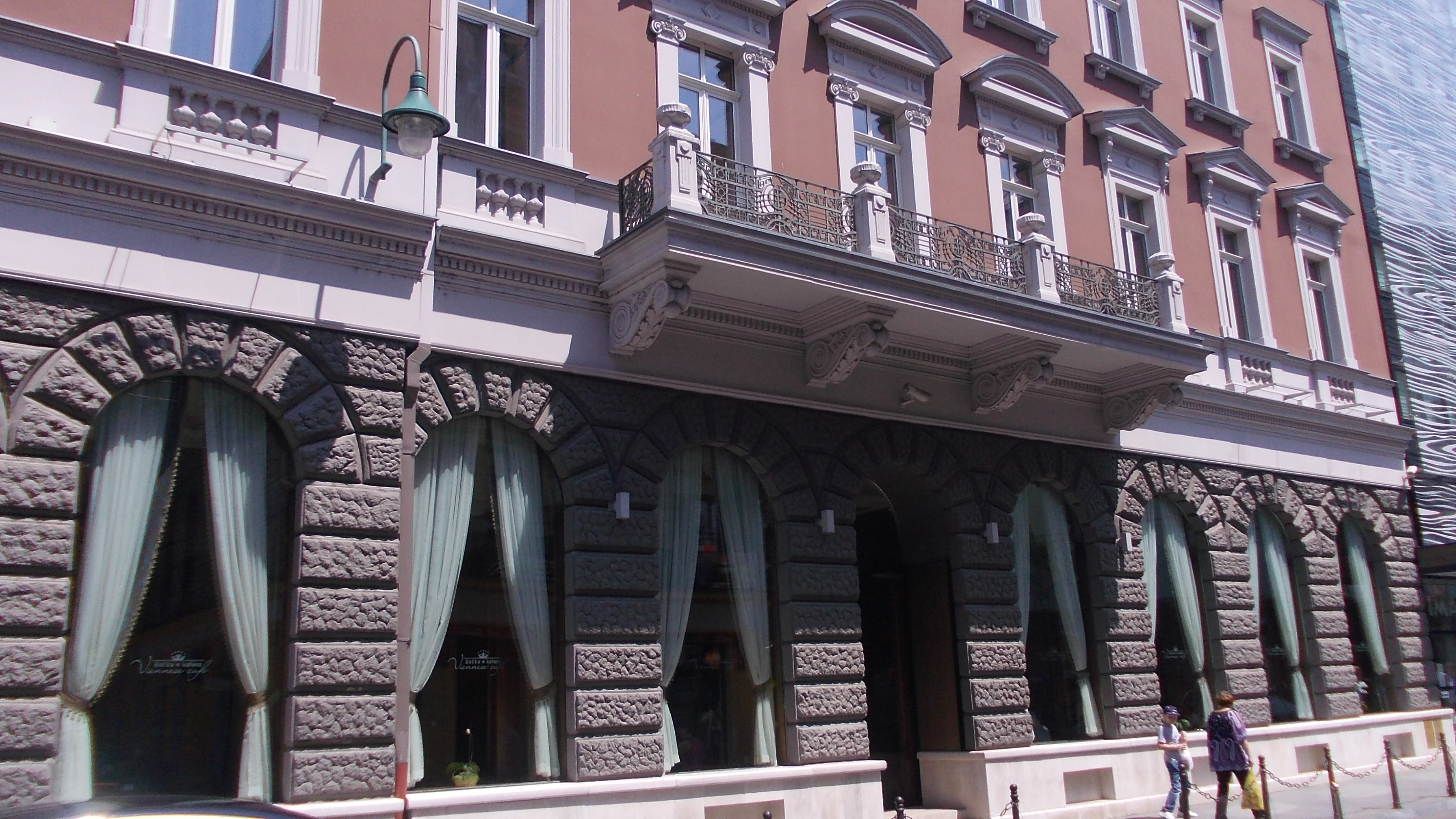
Historische Südfassade
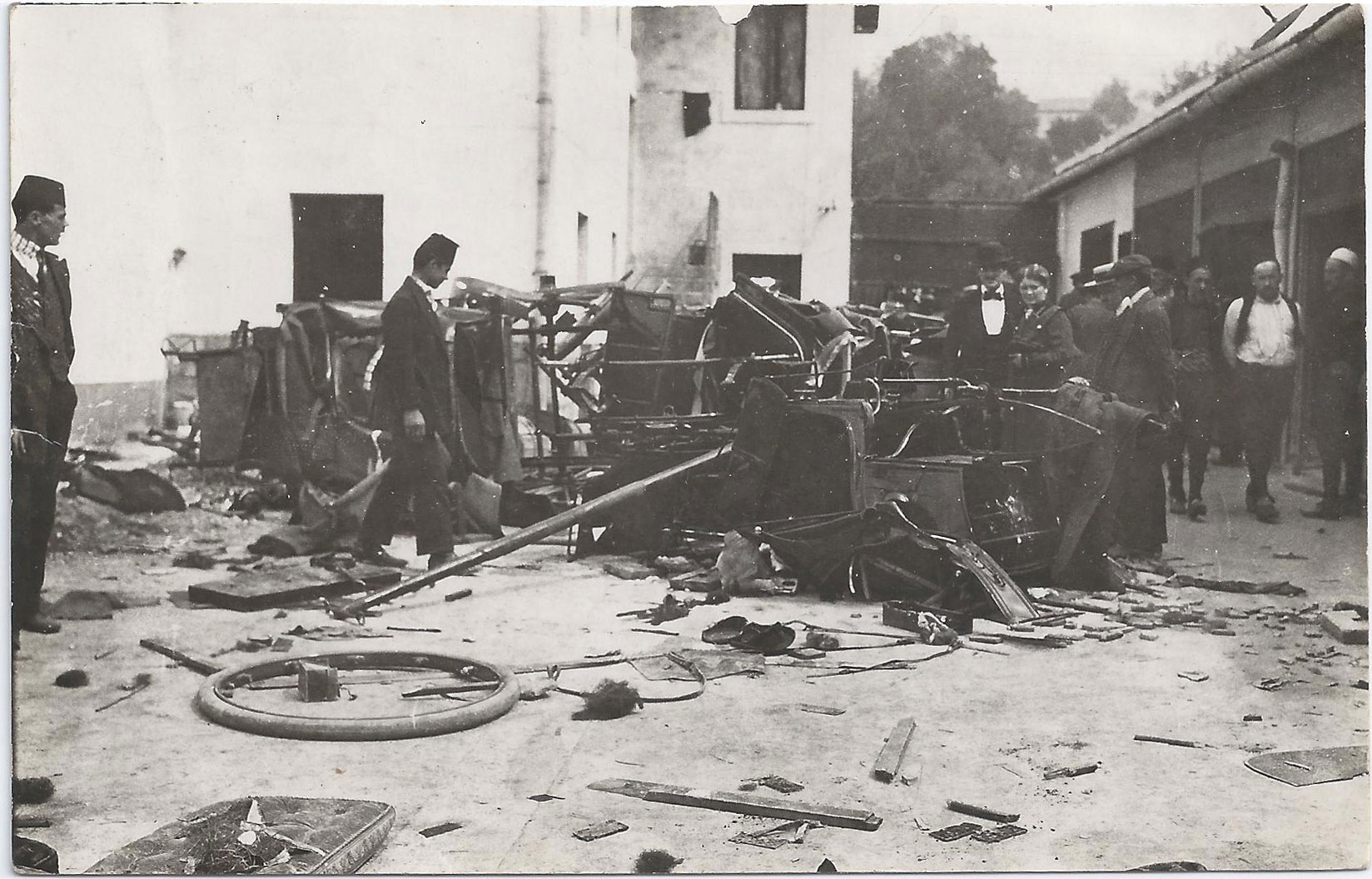
Hotelgarage nach den Unruhen im Jahr 1914
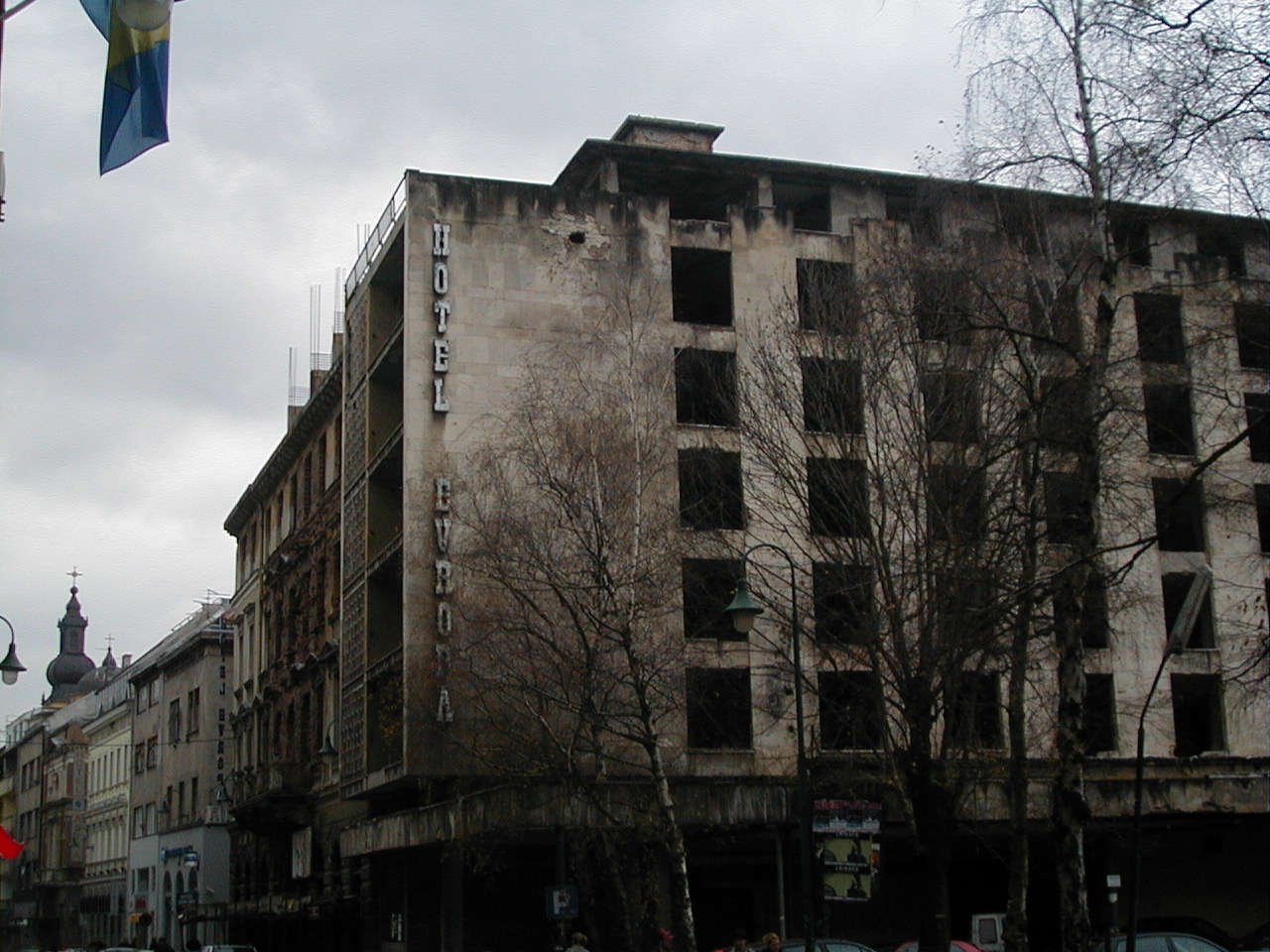
Hotel „Evropa“ nach dem Brand im Bosnienkrieg
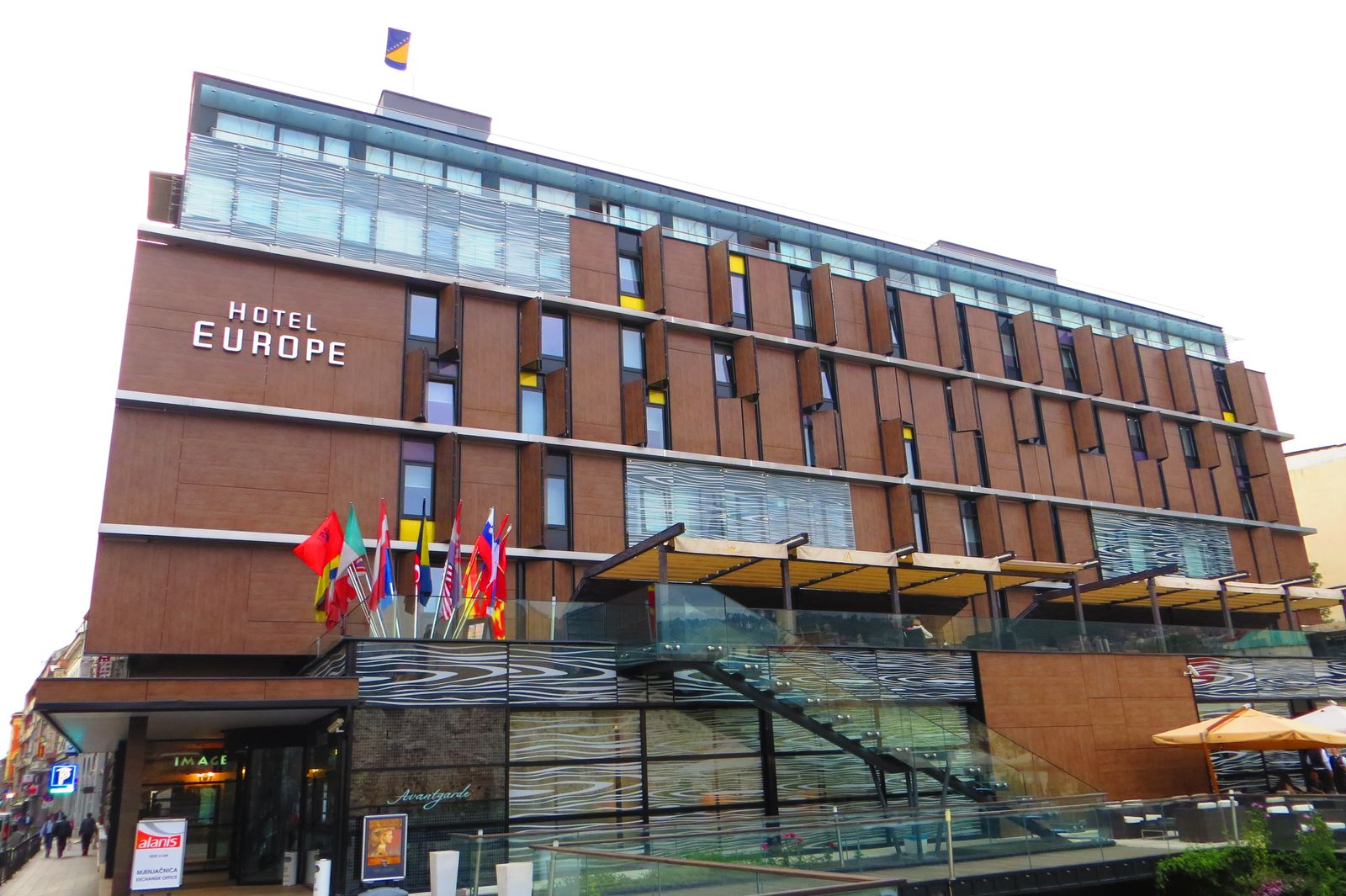
Moderne Ostfassade

### Nutzung und Inneres
Der Hofbereich des Hotel „Europe“ wird durch Sommersitze genutzt, im Hotel befinden sich das Restaurant „Bečka kafana“ (deutsch Wiener Kaffeehaus) und die Konditorei „Mozart“. Seit der Wiederherstellung weist das Hotel mehr als 170 Zimmer unterschiedlicher Preisklassen auf, dazu kommen Einrichtungen wie Sauna, Solarium oder Konferenzräume. Durch seine Zweiteilung gibt es im Hotel einen Westbereich, in dem versucht wird, das historische Flair zu erhalten, und einen modernen Ostteil. Es ist eines der wenigen 5-Sterne-Hotels in Sarajevo. Früher befand sich im Hotel auch ein Casino.

## Konservierung

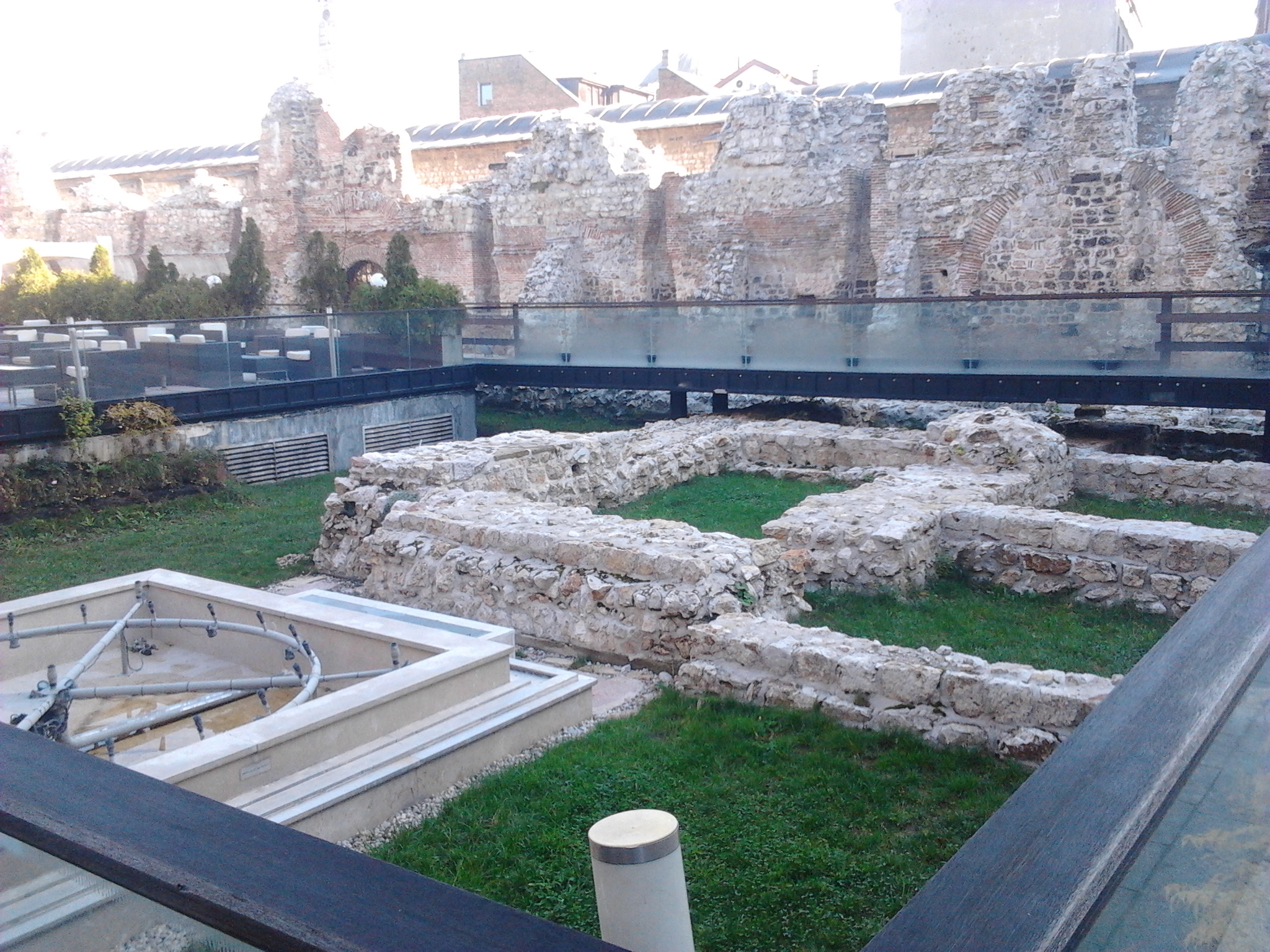
Fußgängerbrücke durch die Reste des Tašlihan

Als das Hotel im Jahr 2008 im Rahmen des Wiederaufbaus eine Tiefgarage unter dem Großteil des Areals schuf, wurde versucht, die erhaltenen Reste des Tašlihan zusätzlich zu sichern, um sie zu erhalten. Dafür wurde die Ostmauer abgestützt und die Fundamente wurden stabilisiert. Zuvor wurden sie im Dezember 2007 komplett entfernt, in 27 Kisten verpackt und während der Bauzeit einlagert. Danach erhielten sie eine eigene Beleuchtung. Die Fundamente wurden auf die Betonplatte der Tiefgarage gesetzt. Schon damals gab es seitens des Hotels Pläne, einen Tašlihan aus Holz, Stein und Ziegel als neues Geschäftsgebäude zu errichten. Daneben wurde eine Fußgängerbrücke entlang der Tašlihan-Fundamente – aber auch über diese hinweg – erbaut. Der „Kommission zur Erhaltung der Nationaldenkmäler“ blieb im Jahr 2016 nur übrig, dies zur Kenntnis zu nehmen und eine entsprechende Änderung der Entscheidung von 2004 zu veranlassen. Damit sind Änderungen und Konservierungsmaßnahmen in dem Areal zwar erlaubt, aber nur mit fachkundiger Begleitung durch das Ministerium für Raumordnung sowie des Denkmalschutzdienstes. Eine Beeinträchtigung des Denkmals darf dabei nicht erfolgen. Der Denkmalbereich darf seitdem auch für kulturelle Veranstaltungen genutzt werden, und seine öffentliche Zugänglichkeit ist erwünscht.
Damit wurde nach Ansicht vieler Experten der Denkmalstatus gefährdet. Diese Entscheidung sorgte für zusätzliche Kritik seitens der Öffentlichkeit, nachdem im Folgejahr der Bau des geplanten Geschäftsgebäudes in dem Areal verkündet wurde, bei dem ein Glaspavillon die Reste sichtbar lassen sollte. Die SDP organisierte eine Demonstration gegen die Pläne, es gab eine Online-Petition und auch der Bürgermeister der Gemeinde Stari Grad stellte sich gegen das Vorhaben. Zahlreiche weitere Experten betonten die Wichtigkeit des Erhalts. Gegen einen größeren Neubau auf dem Areal sprechen allerdings auch statische Bedenken bezüglich der Tiefgarage.
Das Areal wurde bereits mehrfach archäologisch untersucht. Im Juni und Juli des Jahres 1998 wurden u. a. die noch heute zu sehenden Reste der Fundamente freigelegt, für die Ostwand wies man die Nutzung mit Öfen nach. Vor der Bergung der Fundamente fand im Jahr 2007 auch eine 60-tägige archäologische Kampagne zur Erforschung und Konservierung der erhaltenen Reste statt, die ihre rechtliche Grundlage in der Entscheidung der Unterschutzstellung von 2004 hatte.

## Würdigung
Sowohl der „Tašlihan“ als auch das Hotel „Evropa“ gelten heute als wichtige Symbole der Stadt Sarajevo, die stellvertretend für die Stadtgeschichte stehen. Der Tašlihan zählte nicht nur zu den größten Gebäuden der Stadt, sondern war auch die größte Karawanserei der Region. Zusammen mit dem Gazi-Husref-Beg-Bezistan stellte er bis zum Jahr 1879 das kommerzielle Handelszentrum der Stadt dar. Der Historiker Ćiro Truhelka hat in seinem Buch Gazi Husrev-beg-njegov život i njegovo doba im Jahr 1912 Tašlihan und Gazi-Husrev-Beg-Bezistan als „goldene Quelle für Wohlstand und Reichtum Sarajevo“ bezeichnet, ähnlich äußerte sich Hamdija Kreševljaković in Hanovi i Karavansaraji u Bosni i Hercegovini (Sarajevo 1957). Anfang des Jahres 2017 präsentierte Selma Rizvić von der Universität Sarajevo ihre Abhandlung How to Breathe Life into Cultural Heritage 3D Reconstructions, in der sie die digitale Rekonstruktion des Tašlihan vorstellte. Boris Trapara, Mitglied des Architektenverbandes in Bosnien und Herzegowina, betonte den Genius loci des Bauwerks als weiteren wichtigen Grund für den Erhalt. Im Jahr 2021 ehrte die Bosnische Post den Tašlihan mit einer Abbildung des historischen Zustandes auf der 1-km-Marke, entworfen vom Architekten Mufid Garibija.
Im Zuge der hauptsächlich 2017 ausgetragenen Kontroverse um den Umgang mit den Resten des Tašlihan wurde durch den Architekten Amir Vuk-Zec die Bedeutung beider Bauten als wichtige Identifikationspunkte der Stadt hervorgehoben. Er verwies dabei auch auf Bemerkungen von Dževad Karahasan, der im Hotel „Evropa“ den Nabel der Stadt sah. Das Hotel „Evropa“ war lange Zeit das wichtigste Hotel Sarajevos, in dem zahlreiche Personen der Zeitgeschichte übernachteten (Ivo Andrić, John Travolta, Wim Wenders, Brad Pitt u. v. m.), so dass es auch dadurch zu einem Symbolort der Stadt wurde.
Das Hotel Evropa ist Schauplatz des gleichnamigen Theaterstücks von Bernard-Henri Lévy, welches durch Danis Tanović als Smrt u Sarajevu verfilmt wurde. Allerdings wählte dieser als Drehort das „Holiday Inn“ in Sarajevo.